# Косінянка

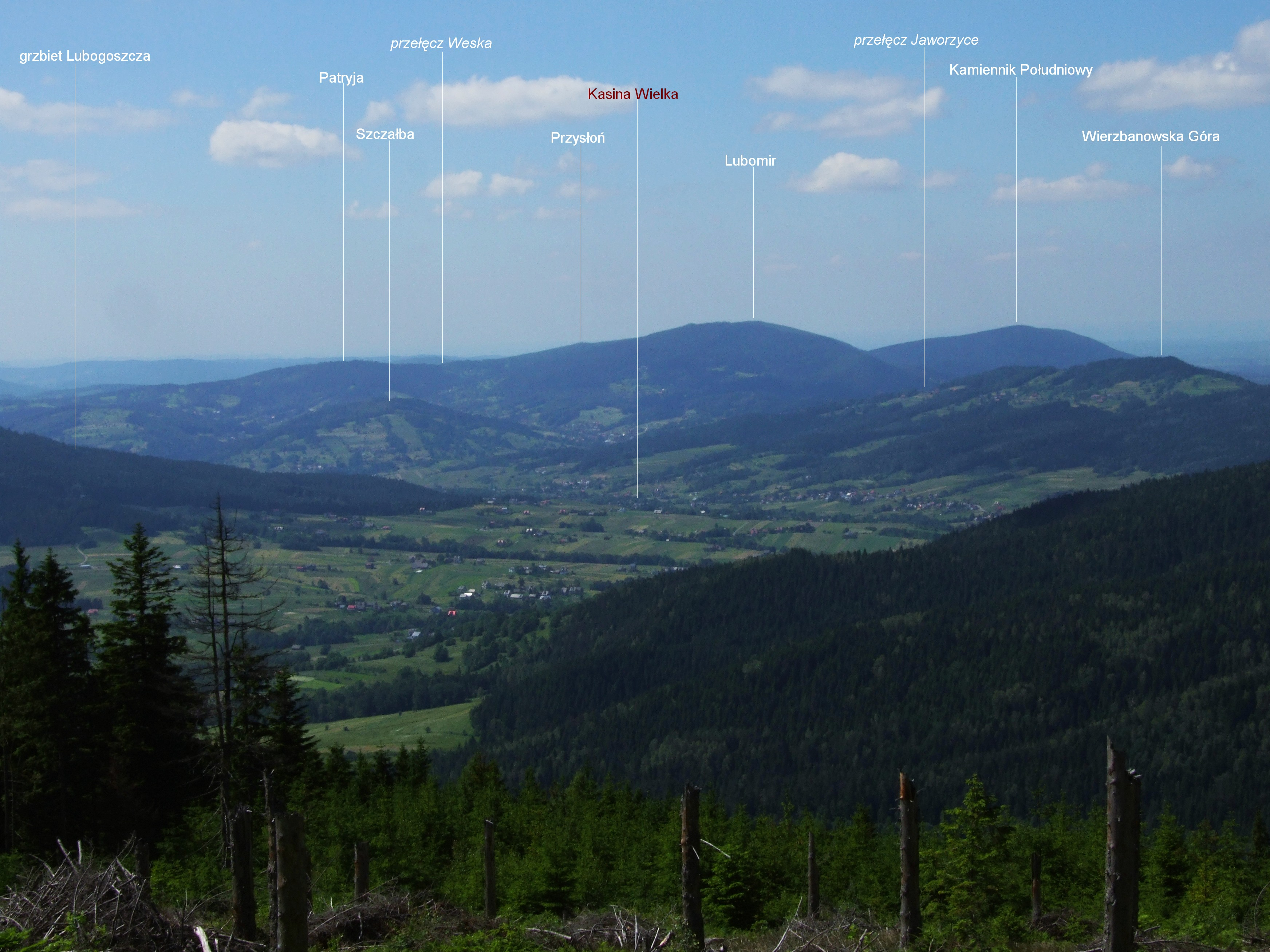
Долина Касінянки. Вигляд з Сьвіліна

Касінянка (пол. Kasinianka) — гірська річка в Польщі, у Лімановському повіті Малопольського воєводства. Права притока Раби, (басейн Балтійського моря).

## Опис
Довжина річки 17,03 км, площа басейну водозбору 48,82  км². Формується притоками, безіменними струмками та частково каналізована.

## Розташування
Бере початок на південно-західних схилах гори Сніжниці (1007 м) у селі Касіна Велика. Спочатку тече переважно на північний захід через Касіну Дольну, Венглювку, потім повертає на південний захід. У Касінці Малій впадає у річку Рабу, праву притоку Вісли.

## Цікавий факт
- У селі Касіна-Велика на лівому березі річки проходить автошлях  28